# Kim Friele
Kim Friele, de son vrai nom Karen-Christine Friele, née Wilhelmsen le 27 mai 1935 et morte le 22 novembre 2021) est une auteure et militante pour les droits des homosexuels norvégienne. Elle a grandi à Fana kommune (no), aujourd'hui intégrée à la ville de Bergen.

## Biographie
Friele étudie les langues étrangères, entre autres choses, à l'Université de Cambridge et travaille de 1958 à 1971 en tant que secrétaire au Bureau d'information pour l'assurance à Oslo. Le 8 août 1959, elle épouse l'avocat Ole Friele Jr. Ils divorcent en 1961.
À Oslo, Friele fait partie de l'organisation pour les droits des homosexuels, la Forbundet av 1948 – Norsk seksjon av det Danske Forbundet af 1948 dont elle est la cheffe de file de 1966 à 1971 puis secrétaire générale jusqu'en 1989. Le travail de Friele contribue fortement à ce que l'article 213 du code pénal qui criminalise les actes homosexuels entre hommes soit aboli en 1972. Son travail permit aussi que l'homosexualité soit retirée de la liste des maladies psychiatrique en 1978, et à ce que le code pénal norvégien élargisse les articles pénalisant le racisme (§§ 135a et 349a) à la discrimination liée à l'orientation sexuelle.
Lorsque la Norvège introduit une législation qui régit les partenariats enregistrés de personnes de même sexe en 1993, Friele et sa partenaire depuis de nombreuses années, Wenche Lowzow (no), sont l'un des premiers couples à en faire la demande.

## Distinctions
Friele reçoit le Prix Fritt Ord en 1978 pour « ses efforts pour créer une compréhension de la situation des homosexuels ». En 2009 Friele, cependant, retourne le prix en signe de protestation contre l'attribution du prix à la philosophe Nina Karin Monsen (no). Friele décrit également l'argent du prix comme « l'argent de Judas ».
Le 22 juin 2005, lors de l'Europride, un buste d'elle est dévoilé sur la Place de la mairie à Oslo. Le buste est l'œuvre de Nina Sundby, et il est placé à l'intérieur de la bibliothèque publique d'Oslo.
Kim Friele est nommée membre d'honneur du Parti travailliste le 28 mars 2008 . « Vous avez rendu la société norvégienne plus saine », a déclaré le premier ministre, Jens Stoltenberg, dans son discours lors de la remise du prix.
Elle est l'invitée de l'émission de télévision de la chaîne NRK, Faktasjekken (no) pour le livre Troll skal temmes élu par l'association des traducteurs et d'auteurs norvégiens de non-fiction comme le 3e meilleur livre norvégien publié après 1945 dans la catégorie des biographies.

## Prix et récompenses
- 1978 : Prix Fritt Ord (Friele le rend en 2009)
- 1989 : nommé pour le statsstipendiat
- 1994 : Prix Homobevegelsens
- 1999 : Humanistprisen
- 2000 : Chevalier de l'Ordre de Saint-Olaf
- 2005 : Nommé à la 4e place de la liste des Århundrets nordmann
- 2008 : Membre d'honneur du parti travailliste